# Orophea cumingiana
Orophea cumingiana är en kirimojaväxtart som beskrevs av Sebastián Vidal y Soler.
Orophea cumingiana ingår i släktet Orophea och familjen kirimojaväxter. IUCN kategoriserar arten globalt som sårbar. Inga underarter finns listade i Catalogue of Life.